# آبراهام کرتاتسی
آبْراهامْ سوم ارمنستان (انگلیسی: Abraham III of Armenia یا آبْراهامْ کرِتاتسی (ارمنی: Աբրահամ Գ Կրետացի) درگذشته آوریل ۱۷۳۷) ادیب و روحانی اهل ارمنستان بود. وی جاثلیق (گاتوغیگُس) کلیسای حواری ارمنی بین سال‌های ۱۷۳۴ تا ۱۷۳۷ میلادی بود. وی همچنین از مورخان برجسته ارمنی بود، که در دوران پادشاهی نادرشاه افشار می‌زیسته.
وی از ادبای بزرگ ارمنی و از معتمدان و مشاوران نادرشاه افشار بود و همیشه در دشت مغان و قفقاز با وی و رجال بزرگ ایران ارتباط داشت. او خاطرات خود را دربارهٔ شخص نادر و دربار ایران و شجاعت سربازان ایرانی به تفصیل نوشته‌است. این یادداشت‌ها با عنوان تاریخ‌نگاری حاوی اسناد و مطالب معتبری دربارهٔ جنگ‌های ایران و عثمانی، شرایط سیاسی و اقتصادی ارمنستان با کشورهای هم‌جوار طی ۱۷۳۴–۱۷۳۶م و ملاقات‌های مکرر او با نادرشاه است. این اثر نخستین بار، در ۱۷۹۶م، در کلکته و در ۱۸۷۰م، در ارمنستان و در ۱۹۷۳م، با ترجمهٔ روسی به چاپ رسیده‌است.

## زندگی
دربارهٔ سال‌های نخستین آبراهام گاتوغیگس اطلاعات نسبتاً محدودی در دست است. وی در شهر کاندی در جزیرهٔ کرت یونان، از مادری یونانی زاده شد و احتمالاً در مرکز علمی وابسته به جامعهٔ ارمنیان یونان به تحصیل پرداخت. در ۱۷۰۷ به مقام اسقفی کلیسای ارمنی تراکیه رسید. در ۱۷۳۴ به اتفاق جمعی از زائران راهی اچمیادزین (مرکز دینی ارمنستان) و چند شهر مقدس دیگر شد. در طول سفر آگاهی یافت که نادرشاه به قصد حمله به ارمنستان را دارد؛ پس بی درنگ خود را به اچمیادزین رساند. در آن هنگام جاثلیق ارمنستان درگذشت و آبراهام گاتوغیگس به درخواست مردم، سمت جاثلیقی اچمیادزین را بر عهده گرفت. وی در ۱۴ نوامبر ۱۷۳۴ به مقام جاثلیقی کل ارمنیان جهان منصوب شد.
دوران جاثلیقی آبراهام گاتوغیگس هم‌زمان با اوج جنگ‌های ایران و عثمانی بود. از بهار ۱۷۳۵ اختلاف‌های ایران و عثمانی به مرحلهٔ جدیدی رسید. در همین زمان آبراهام گاتوغیگس به تألیف تاریخ تاریخ خود پرداخت. کتاب او بیانگر حوادثی است که در سال‌های ۳۶–۱۷۳۴ میان دو دولت ایران و عثمانی رخ داده‌است. این کتاب دارای ۵۳ بخش است و یادداشتی از آبراهام گاتوغیگس در انتهای کتاب ضمیمه شده‌است. در آن یادداشت به تاریخ نگارش و خاتمهٔ کتاب در فوریهٔ ۱۷۳۶، در دشت مغان اشاره شده‌است.
وی نخستین بار در مهٔ ۱۷۳۵ در نزدیکی آباران با نادرشاه ملاقات کرد. این واقعه هم‌زمان با تصمیم نادرشاه مبنی بر راندن ترک‌ها از ایروان و دشت آرارات بود. این ملاقات منجر به ایجاد و سپس تحکیم روابط میان شاه و آبراهام گاتوغیگس شد؛ آن گاه دیدارهای آن دو تکرار شد و بنا به رسم مشرق زمین هدایای ارزشمندی میان آن رد و بدل، و ضیافت‌هایی نیز برپا گردید. پس از پیروزی ایرانیان بر ترک‌ها در نزدیکی قارص، ایروان مجدداً به دست ایرانیان افتاد و ارمنستان شرقی و اچمیادزین به فرمانروایی نادرشاه گردن نهاد. از این رو آبراهام گاتوغیگس با استفاده از روابط دوستانهٔ خود با شاه ایران موفق شد قسمتی از ثروت‌های تصرف شده از اچمیادزین را بازستاند. با گرفتن فرمانی از شاه مانع ورود امرای یونانی به شهر، و مداخلهٔ آنان در برخی از امور آنجا شود.
آبراهام گاتوغیگس در بخشی از کتاب خود به تاج گذاری نادرشاه در ۲۶ فوریه ۱۷۳۶ که خود نیز به عنوان شخصیت عالی مقام در آن مراسم دعوت داشته‌است، اشاره دارد. او در این کتاب به تفصیل به جزئیات مراسم خاص تاج گذاری و عید نوروز، آرایش ارتش ایران، ایجاد اماکن موقت در بیابان‌ها، هرم فئودالی ایران، قوانین خاص ملاقات با شاه و همچنین دیدارهای خود با وی پرداخته‌است. کتاب تاریخ او در ۱۷۹۶ در کلکته و در ۱۸۷۰ در ارمنستان منتشر شد، اما اکنون فقط قسمت‌هایی از آن در دست است. این کتاب به زبان فارسی نیز ترجمه شده‌است.